# Burg Gleichen

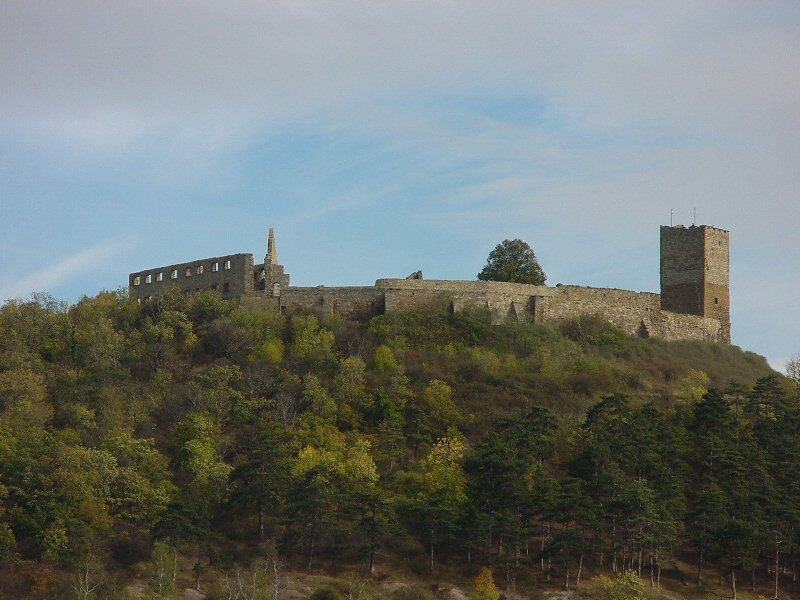
Burg Gleichen.

Burg Gleichen är en borg i byn Wandersleben i Thüringen, Tyskland.
Tillsammans med de närbelägna Wachsenburg och Burg Mühlberg kallas borgarna die drei Gleichenschlösser. En lantgrevlig släkt i Thüringen, knuten till borgen Wanerslebener Gleichen är kände sedan början av 1100-talet. Genom giftermål blev ätten besläktad med danska kungar av den Valdemariska ätten och med danska stormän. Från början av 1200-talet uppehöll sig därför medlemmar av släkten i Danmark och något senare också i Sverige där ätten är känd under Grevarna av Gleichen.
En sägen om en greve av Gleichen, som levde i bigami, uppstod mot mitten av 1500-talet kring en i domen i Erfurt befintlig gravsten och gav upphov till en omfattande dramatisk litteratur. Släkten utslocknade 1631, varefter grevskapet och titelns tillhört olika adelsätter. Grevskapet införlivades 1811 med hertigdömet Sachsen-Coburg-Gotha. Titeln greve av Gleichen bärs numera endast av huvudmännen för grenarna Langenburg, Ingelfingen och Oehringen inom furstliga linjen Hohenlohe-Neuenstein. Prins Viktor av Hohenlohe-Langenburg, systerson till Drottning Viktoria av England och 1887 amiral i brittisk tjänst, erhöll 1861 konfirmation i Storbritannien på titeln greve Gleichen men utbytte den 1886 mot prinstiteln.